# (120178) 2003 OP32
(120178) 2003 OP32 est un objet transneptunien faisant partie des cubewanos, de la famille de Hauméa.

## Caractéristiques
(120178) 2003 OP32 mesure environ 250 km de diamètre.

## Orbite
L'orbite de 2003 OP32 possède un demi-grand axe de 43,318 ua et une période orbitale d'environ 285 ans. Son périhélie l'amène à 38,762 ua du Soleil et son aphélie l'en éloigne de 47,874 ua. Il s'agit d'un cubewano.

## Découverte
2003 OP32 a été découvert le 26 juillet 2003.